# Kroatische Badmintonmeisterschaft 2002
Die Kroatische Badmintonmeisterschaft 2002 fand in Požega statt.

## Medaillengewinner
| Disziplin    | Gold                              | Silber                        | Bronze                          |
| ------------ | --------------------------------- | ----------------------------- | ------------------------------- |
| Herreneinzel | Vedran Ciganović                  | Neven Rihtar                  | Janko Hranilović                |
| Herreneinzel | Vedran Ciganović                  | Neven Rihtar                  | Janko Prošić                    |
| Dameneinzel  | Matea Čiča                        | Andrea Žvorc                  | Maja Šavor                      |
| Dameneinzel  | Matea Čiča                        | Andrea Žvorc                  | Morana Esih                     |
| Herrendoppel | Vedran Ciganović Janko Hranilović | Tomislav Mihetec Neven Rihtar | Luka Zdenjak Zvonimir Đurkinjak |
| Herrendoppel | Vedran Ciganović Janko Hranilović | Tomislav Mihetec Neven Rihtar | Marko Habuš Mišel Mihetec       |
| Damendoppel  | Matea Čiča Morana Esih            | Maja Šavor Andrea Žvorc       | Maja Arnautovic Vesna Mešic     |
| Mixed        | Neven Rihtar Maja Šavor           | Hrvoje Kazesovic Matea Čiča   | Zvonimir Đurkinjak Andrea Žvorc |
| Mixed        | Neven Rihtar Maja Šavor           | Hrvoje Kazesovic Matea Čiča   | Janko Prošić Morana Esih        |